# Cecylian
Cecylian – imię męskie pochodzenia łacińskiego. Wywodzi się od nazwy rodu Cecyliuszów. Oznacza „należący do Cecyliusza”.
Cecylian imieniny obchodzi 16 kwietnia.